# 免疫介在性壊死性筋症
免疫介在性壊死性筋症（めんえきかいざいせいえしせいきんしょう、immune-mediated necrotizing myopathy、IMNM）は筋炎の中でも壊死・再生線維の多発を主体とし、炎症細胞浸潤の乏しい筋病理像を特徴とする疾患群の総称である。

## 歴史
免疫介在性壊死性筋症は病理学的に確立してきた疾患であり、1916年に多発筋炎として報告された症例が最初と考えられている。病理学的に多数の壊死線維と再生繊維が確認されるが、炎症細胞浸潤は認めないか認めても極めて少ないことが特徴である。2004年に欧州神経筋センター（European Neuromuscular Centre、ENMC）のワークショップから新たな特発性炎症性筋疾患の分類が提唱され、そこではじめて免疫介在性壊死性筋症が単一の疾患群として多発筋炎から独立した。臨床的に多発筋炎と診断される例のほとんどが筋病理学的には免疫介在性壊死性筋症であり、多発筋炎の組織学的定義は「CD8陽性T細胞の筋内鞘および非壊死性線維内部への浸潤を伴う」というものであるがこれを厳密に採用すると多発筋炎と病理診断される例はほとんどなくなった。従来、多発筋炎と病理診断されてきた例のほとんどは封入体筋炎であった。従って、筋病理学的な立場では多発筋炎はもはや存在しない疾患という位置づけになっている。

## 疫学
多発筋炎と診断された40％、全筋炎の約20％が免疫介在性壊死性筋症とされていたが近年のスタチンの使用の増加に伴い、免疫介在性壊死性筋症も増加している。筋炎の20～40％が免疫介在性壊死性筋症と考えられている。

## 分類
検出する自己抗体によって抗SRP抗体陽性免疫介在性壊死性筋症（30～40％）、抗HMGCR抗体陽性免疫介在性壊死性筋症（26～50％）、血清反応陰性免疫介在性壊死性筋症（25～40％）の3つに分類される。

## 臨床症状
免疫介在性壊死性筋症は左右対称性の近位筋優位の筋力低下を主症状とする。通常は週から月単位で亜急性に症状は進行し、上肢より下肢の症状が重いことが多い。患者は床や椅子から立ち上がりにくい、腕を上げにくいなどと訴えることが多く、他の筋炎に比して筋症状が重篤化することが多い。筋症状として筋力低下の他に筋萎縮を認めることが特徴的で比較的筋痛を伴うことが多い。傍脊柱筋、嚥下に関係する筋や顔面筋の障害も高頻度に伴うことが多く、首下がり症候群を呈する例や嚥下障害もよく認められる。免疫介在性壊死性筋症の3割程度で半年から年単位の進行をみせる慢性進行例もあり筋ジストロフィー症の筋症状に類似する症例も存在する。皮疹、関節炎、間質性肺炎、心筋炎を伴うこともあるが筋外症状は比較的少ない。CKは大半の症例で1000以上の高値を示す。

## 検査

### 自己抗体
抗SRP抗体
抗SRP抗体はシグナル認識粒子（signal recognition particle、SRP）に対する抗体である。抗SRP抗体はRNA沈降法によって一人の多発筋炎患者の血清から検出された。SRPは7SL RNAと9kDa、14 kDa、19 kDa、54 kDa、68 kDa、72 kDaの6種類の蛋白質から構成されるRNA結合蛋白質である。リボソームとの結合で膜蛋白質や分泌蛋白質のN末端シグナル配列を認識し、蛋白質の小胞体での移動を調節している。
抗SRP抗体検出は7S領域に沈降するバンドによって陽性と判断してきたが、測定方法は煩雑である。そのことからSRP54 kDa蛋白質を抗原としたラインブロットアッセイ法やELISA法による測定が広く行われている。しかし54 kDa以外の蛋白質に対する抗SRP抗体も検出されており、感度については免疫沈降法の方が優れている。
抗HMGCR抗体
抗HMGCR抗体は抗3-ヒドロキシ-3-メチルグルタリルCoA還元酵素（3-hydroxy-3-methylglutaryl-CoA reductase、HMGCR）に対する抗体である。免疫介在性壊死性筋症の2つ目の自己抗体として200/100kdの蛋白質が発見され、のちにそれはスタチン内服後の筋炎と関係する抗HMGCR抗体と同定された。HMGCRはコレステロール生合成のメバロン酸経路の律速酵素で、スタチン内服にてmRNAレベルの上昇が認められる。スタチンの内服で10～25％の患者において筋痛や血清CK値上昇などの副作用が出現する。また急激な血清CK値上昇を示す横紋筋融解症も引き起こすことが知られているが、ほとんど場合ではスタチンを中止し、補液を行うことで症状は改善する。しかしスタチン中止したにもかかわらず筋力低下の症状が進行する症例があり、スタチン誘発性筋症と考えられていた。そのスタチン誘発性筋症の筋病理が免疫介在性壊死性筋症の所見であり、自己免疫学的な異常が考えられていた。その後、Mammenらが免疫介在性壊死性筋症の症例で自己抗体を検索し、2011年に抗HMGCR抗体を同定した。この抗体はHMGCRのC末端のリコンビナント蛋白を抗原としたELISA法で通常は測定される。免疫介在性壊死性筋症に特異的な自己抗体である。当初はスタチン内服下で発症すると考えられていた、後にスタチンを内服していない例でも発症することが明らかになった。スタチン内服と関連する抗HMGCR抗体陽性免疫介在性壊死性筋症は14～89％とばらつきが多い。アトルバスタチンでの発症が多く男女差はない。

### MRI
骨格筋MRIではびまん性の淡い浮腫性変化を筋内に認めることが多い。Gd造影を行うこともあるが、造影検査は検出率が低く必要ないという報告もある。

### 筋電図
針筋電図では安静時に線維自発電位や陽性鋭波や偽ミオトニー放電が認められる。これは分節性壊死や再生線維が関与する所見と考えられている。また随意収縮時に急速動員やBSAPパターンのMUPが認められる。

### 筋病理
筋原性変化が認められる。壊死・再生筋にマクロファージの浸潤が認められる。リンパ球浸潤は認めないか、あっても反応性の変化として説明が可能なものである。慢性に経過する例では間質の線維化や脂肪浸潤が認められる。免疫染色では筋線維膜でのHLA-ABCの発現増加が認められるが皮膚筋炎や封入体筋炎と比べると非常に軽度である。通常はHLA-DRの発現は認められない。一部の筋線維膜で膜侵襲複合体（MAC）沈着を認める。またp62が筋細胞質内で顆粒状に染まり、自己貪食に関わるシャペロン蛋白と共局在している。抗ミトコンドリアM2抗体陽性筋炎や免疫チェックポイント阻害薬の免疫関連有害事象（immune-related adverse events、irAE）である免疫チェックポイント阻害薬関連筋炎も病理学的には免疫介在性壊死性筋症に分類せざるを得ない例が多い。

## 診断
欧州神経筋センターによる免疫介在性壊死性筋症の分類基準は下記のとおりである。
臨床症状
- 発症の多くは18歳以上であるが小児のこともあるえる
- 亜急性または緩徐発症
- 筋力低下の分布は近位筋>遠位筋、頸部屈筋>伸展

血清CKの上昇
他の検査所見
下記の3つの検査のうち1つ以上をみたす
- 筋電図

筋電図では刺入および自発放電の亢進または筋原性変化
- MRI

MRIではSTIR像でのびまん性、斑状の信号値高値
- 自己抗体

抗SRP抗体または抗HMGCR抗体陽性
筋病理
筋病理では炎症細胞浸潤の乏しい壊死線維の多発が認められる。かつ下記の所見が認められない。
- 非壊死筋線維を取り囲み侵入するT細胞
- 非壊死壊死筋線維を取り囲むCD8陽性T細胞、または非壊死筋線維のびまん性MHC-Ⅰ発現
- perifascicular atrophy
- 小血管へのMAC沈着、毛細血管密度の減少、血管内皮tubuloreticular inclusion、筋束周辺線維のMHC-Ⅰ発現
- 血管周囲、筋周膜の炎症細胞浸潤
- 筋内鞘に散見するCD8陽性T細胞
- 縁取り空砲、ragged red fibers、CCO陰性線維
- 筋ジストロフィーを示唆する免疫染色結果

## 治療
悪性腫瘍や薬剤が原因の場合は原因の除去が治療になる。しかし殆どの例で免疫治療が行われる。高用量のステロイド治療で治療が開始される場合が多い。免疫介在性壊死性筋症はステロイド抵抗性であることが多く、免疫抑制剤や免疫グロブリン療法を追加することが多い。それでも改善が不十分な場合は免疫抑制剤の併用やリツキシマブの投与が検討される。2016年にENMCワークショップで抗SRP抗体陽性免疫介在性壊死性筋症と抗HMGCR抗体陽性免疫介在性壊死性筋症の治療アルゴリズムがエキスパートの合意に基づく形で提唱された。難治性の抗SRP抗体陽性免疫介在性壊死性筋症に対してリツキシマブが有効という報告があるため、ENMCのアルゴリズムではリツキシマブを推奨している。その後の報告ではで抗SRP抗体陽性免疫介在性壊死性筋症には77.8％で有効であったが抗HMGCR抗体陽性免疫介在性壊死性筋症では43.8％でのみ有効であった。免疫介在性壊死性筋症のうち23.5％でリツキシマブ投与後に感染症が認められ5.9%が死亡している。免疫疾患を対象とした大規模検討ではリツキシマブ投与後に17.3％に感染症が認められ、4.1％が死亡している。免疫介在性壊死性筋症に対するリツキシマブの安全性はその他の免疫疾患とほぼ同等と考えられる。抗HMGCR抗体陽性免疫介在性壊死性筋症では免疫グロブリン療法の長期的な反復投与がしばしば行われている。2年間の治療を行っても半数以上の免疫介在性壊死性筋症の症例では不十分な神経学的改善にとどまっているという報告がある。

## トピックス
病原性自己抗体
Daniel B Drachmanは病原性自己抗体の条件を提唱した。検出、抗原との反応、疾患移送、能動免疫、抗体力価低下と病態改善の5つの条件であり、重症筋無力症の抗AchR抗体、視神経脊髄炎の抗AQP4抗体、免疫介在性壊死性筋症の抗SRP抗体と抗HMGCR抗体がこの条件を満たしている。